# Luke, the Gladiator
Luke, the Gladiator é um curta-metragem norte-americano de 1916, do gênero comédia, estrelado por Harold Lloyd.

## Elenco

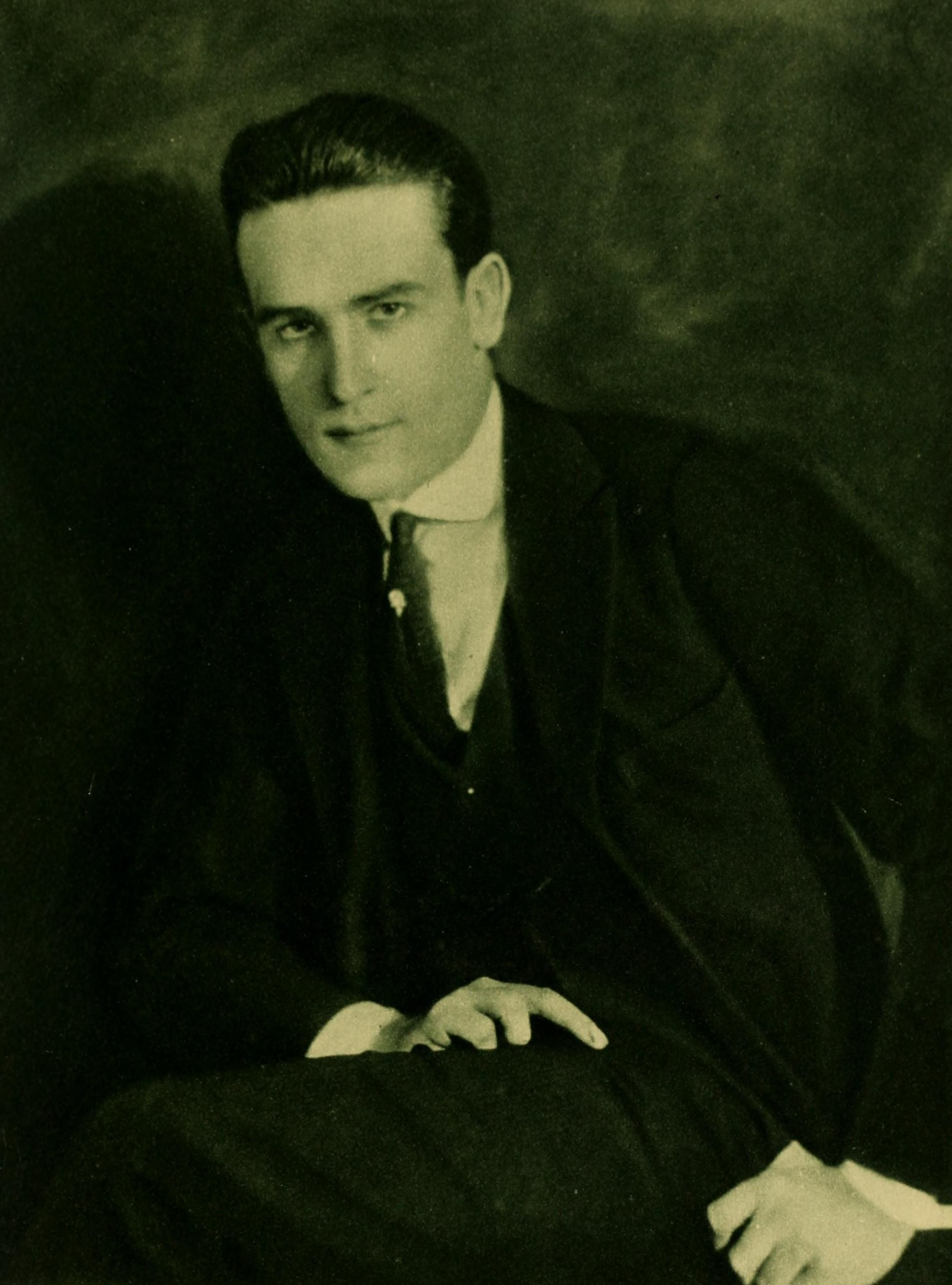
Harold Lloyd

- Harold Lloyd - Lonesome Lukius, Gladiator
- Bebe Daniels
- Snub Pollard
- Charles Stevenson - (como Charles E. Stevenson)
- Billy Fay
- Fred C. Newmeyer
- Sammy Brooks
- Harry Todd
- Bud Jamison
- Margaret Joslin - (como Mrs. Harry Todd)
- Earl Mohan
- Haika Carle
- Capitola Holmes
- Gene Hershaw
- H. Saunders
- J. Stevenson
- J. Jenks
- C.H. Butter
- Thelma Daniels
- Beatrice Peskett
- Esther Bennett
- Aleen Ware
- Robert Wooley
- Minna Browne
- See also